# Norestjärnen, Medelpad
Norestjärnen är en sjö i Ånge kommun i Medelpad och ingår i Ljungans huvudavrinningsområde.